# ۹۱۱ (قمری)
۹۱۱ (قمری)، نصد و یازدهمین سال در گاهشماری هجری قمری است. اول محرم این سال برابر با چهارم ژوئن سال ۱۵۰۵ میلادی است.

## زادگان
- ۱۳ شوال، شهید ثانی، از علمای شیعه قرن ۱۰ هجری

## درگذشتگان
- ۱۷ جمادی‌الثانی  - ابن فرفور دمشقی، قاضی، فقیه شافعی و شاعر شامی .